# Сарра (Франция)
Сарра́ (фр. Sarras, окс. Sarràs) — коммуна во Франции, находится в регионе Рона — Альпы. Департамент коммуны — Ардеш. Входит в состав кантона Турнон-сюр-Рон. Округ коммуны — Турнон-сюр-Рон.
Код INSEE коммуны — 07308.
Коммуна расположена приблизительно в 460 км к юго-востоку от Парижа, в 65 км южнее Лиона, в 55 км к северу от Прива, в месте впадения реки Эй в Рону.

## Население
Население коммуны на 2008 год составляло 2065 человек.
| 1962 | 1968 | 1975 | 1982 | 1990 | 1999 | 2008 |
| ---- | ---- | ---- | ---- | ---- | ---- | ---- |
| 1518 | 1555 | 1660 | 1669 | 1837 | 1829 | 2065 |

## Экономика
В 2007 году среди 1310 человек в трудоспособном возрасте (15—64 лет) 946 были экономически активными, 364 — неактивными (показатель активности — 72,2 %, в 1999 году было 70,7 %). Из 946 активных работали 846 человек (448 мужчин и 398 женщин), безработных было 100 (50 мужчин и 50 женщин). Среди 364 неактивных 102 человека были учениками или студентами, 138 — пенсионерами, 124 были неактивными по другим причинам.

## Фотогалерея
- Сарра
- Деревня Фурани
- Мэрия
- Карта коммуны